# Debucalização
Em linguística, a debucalização é um processo fonético ou fonológico segundo o qual uma consoante perde seu ponto de articulação na boca, e passa a ser articulado apenas na glote. Geralmente ocorre com um som fricativo, como o /s/, tornando-se uma fricativa glotal /h/. O fenômeno pode ser observado em diversas línguas do mundo, como no espanhol, no guarani e no português brasileiro:
- No português brasileiro: a mudança de [s] -> [h] em alguns sotaques, especialmente do Nordeste: "mais" ['majs] é pronunciado "maih" ['majh], como na variante de Salvador[1]
- No espanhol de diversas regiões da América Latina, como no Chile.[1]
- Em diversos dialetos do guarani. Grosso modo, o 's' do tupi corresponde a um 'h' no guarani. Tupi kuarasy (sol) corresponde a kuarahy no guarani-nhandeva (oriundo de um mais antigo *kuarasy)[1]
- Em algumas variantes do inglês, em que water pronuncia-se wa'er (mudança de /t/ para /ʔ/, a consoante oclusiva glotal; trata-se de um exemplo de debucalização com um som  não fricativo).[2]
- No grego antigo com a passagem do *s do protoindo-europeu para /h/: Latim sex, grego heks (significando o número seis).[2]